# Collotheca wiszniewskii
Collotheca wiszniewskii is een raderdiertjessoort uit de familie Collothecidae. De wetenschappelijke naam van deze soort is voor het eerst geldig gepubliceerd in 1938 door Varga.